# Если тебе будет грустно
«Если тебе будет грустно» — песня российского музыкального дуэта Rauf & Faik и российского певца Niletto, выпущенная 3 сентября 2020 года в качестве сингла на лейбле Zion Music.

## История
6 августа 2020 года Rauf & Faik и Niletto опубликовали видео с отрывком из ещё неизвестного трека на YouTube. В том же месяце во время прямого эфира музыканты предложили зрителям выбрать «более подходящее» название для песни — «Не забывай меня» или «Если тебе будет грустно». Далее они исполнили композицию целиком.
11 сентября 2020 года Niletto и Rauf & Faik исполнили песню на развлекательном шоу «Вечерний Ургант». 19 ноября того же года композиция стала предметом дискуссии на музыкальном шоу «Музыкалити».

## Видеоклип
3 сентября 2020 года, в день выхода сингла, было выпущено муд-видео. Оно было снято в одном из столичных скейтпарков Ижевска. 2 декабря того же года состоялся релиз полноценного видеоклипа на официальном YouTube-канале Niletto. Сюжет клипа повествует о встрече музыкантов на квартире, где они проводят фотосессию с оружием. Как итог, всё это было устроено для того, чтобы «сделать приятное маме».

## Отзывы
Артём Кучников, журналист издания ТНТ Music, назвал бит «ностальгичным» и отметил, что в «Если тебе будет грустно» артисты «помогают слушателям справиться с любовными переживаниями». Руслан Тихонов, обозреватель того же портала, сравнил в своём списке «треков недели» «Если тебе будет грустно» с песней российских рэп-исполнителей Элджея и Моргенштерна «Lollipop» и заявил, что, в отличие от совместной композиции рэп-исполнителей «тандем Niletto и Rauf & Faik» не взял за основу хит прошлого, а использовал «собственную вариацию ретроподхода». Руслан также заметил, что под этот «коллаб» «можно и погрустить, и попрыгать, и обрести второе дыхание».

## Номинации
| Награда            | Год  | Категория             | Прим. |
| ------------------ | ---- | --------------------- | ----- |
| Новое Радио Awards | 2021 | «Лучшая коллаборация» | [ 8 ] |
| Жара Music Awards  | 2021 | «Интернет-хит»        | [ 9 ] |

## Чарты
| Чарт (2020)                   | Высшая позиция |
| ----------------------------- | -------------- |
| Россия (Яндекс.Музыка)        | 3              |
| Россия (Apple Music)          | 5              |
| Мир (TikTok)                  | 6              |
| Россия (СберЗвук)             | 6              |
| Россия (Shazam)               | 3              |
| Россия (ВКонтакте)            | 4              |
| Россия (Муз-ТВ)               | 4              |
| Россия (Deezer)               | 5              |
| Россия (BOOM)                 | 11             |
| Россия (Tophit YouTube Hits)  | 6              |
| Россия (RU.TV)                | 14             |
| Россия (Tophit)               | 23             |
| Москва (Tophit)               | 25             |
| Россия (Tophit YouTube Hits)  | 3              |
| Украина (Tophit YouTube Hits) | 13             |